# Pieve di Santa Maria (Antella)
La pieve di Santa Maria è un edificio religioso che si trova ad Antella, una frazione di Bagno a Ripoli, in provincia di Firenze.

## Storia

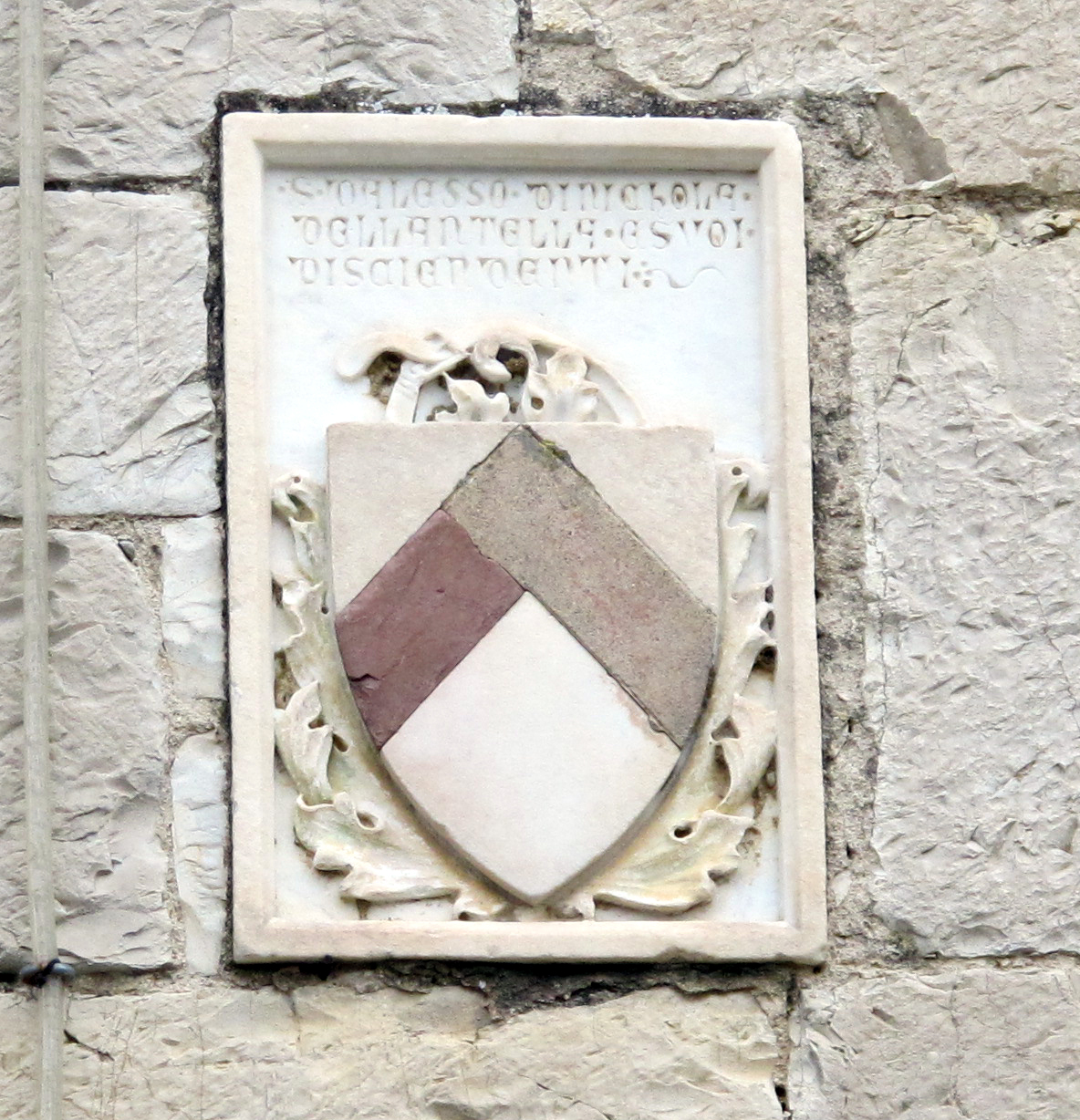
Stemma della famiglia Dell'Antella, all'esterno

La prima testimonianza su questa pieve risale ad un documento del 4 novembre 1040 quando risulta che vennero donati dei beni posti nelle territorio della plebes de Utinula. I documenti redatti nell'XI e nel XII secolo confermano che pieve fosse a capo di un vasto territorio comprendente l'intera valle dell'Ema.
Da una bolla di papa Lucio III sappiamo che nel 1184 le decime del piviere venivano riscosse dall'abbazia di san Miniato al Monte, proprietaria della pieve, ma già nel 1217 passò sotto il diretto controllo del vescovo di Firenze. Il suo piviere era composto da 18 chiese suffraganee che garantivano notevoli entrate che insieme alla donazioni ricevute dalle famiglie Bonaccorsi, Buondelmonti e Donati, tutte proprietarie terriere nei dintorni, garantivano alla chiesa una ottima situazione finanziaria.
Nel XV secolo la chiesa era il capoluogo della Lega dell'Antella e sede di un capitolo di monaci. In quel secolo il patronato passò dalla famiglia Bardi alla famiglia Guasconi, che fecero realizzare il fonte battesimale in marmi policromi.
Nel XVII secolo furono fatti diversi lavori tra cui la realizzazione della cappella della Compagnia dell'Assunta ma solo un secolo dopo, nel 1744, la chiesa era in pessimo stato tanto che dal 1775 dietro iniziativa dell'Ordine di Santo Stefano papa e martire, allora patrono, vennero effettuati dei nuovi restauri.
Nel 1844 l'allora pievano Giuseppe Scappini restaurò il campanile e fece rifare le quattro campane che furono fuse da Terzo Rafanelli di Pistoia. Mezzo secolo dopo, nel 1895, il terremoto lo danneggiò lievemente e lievi furono anche i danni subiti dalla chiesa. Solo nel 1923 si iniziò a riparali e nel 1928 tutto il complesso fu restaurato in stile neoromanico. Nel 1934 fu elevato il nuovo alter realizzato con frammenti romanici di recupero.

## Descrizione

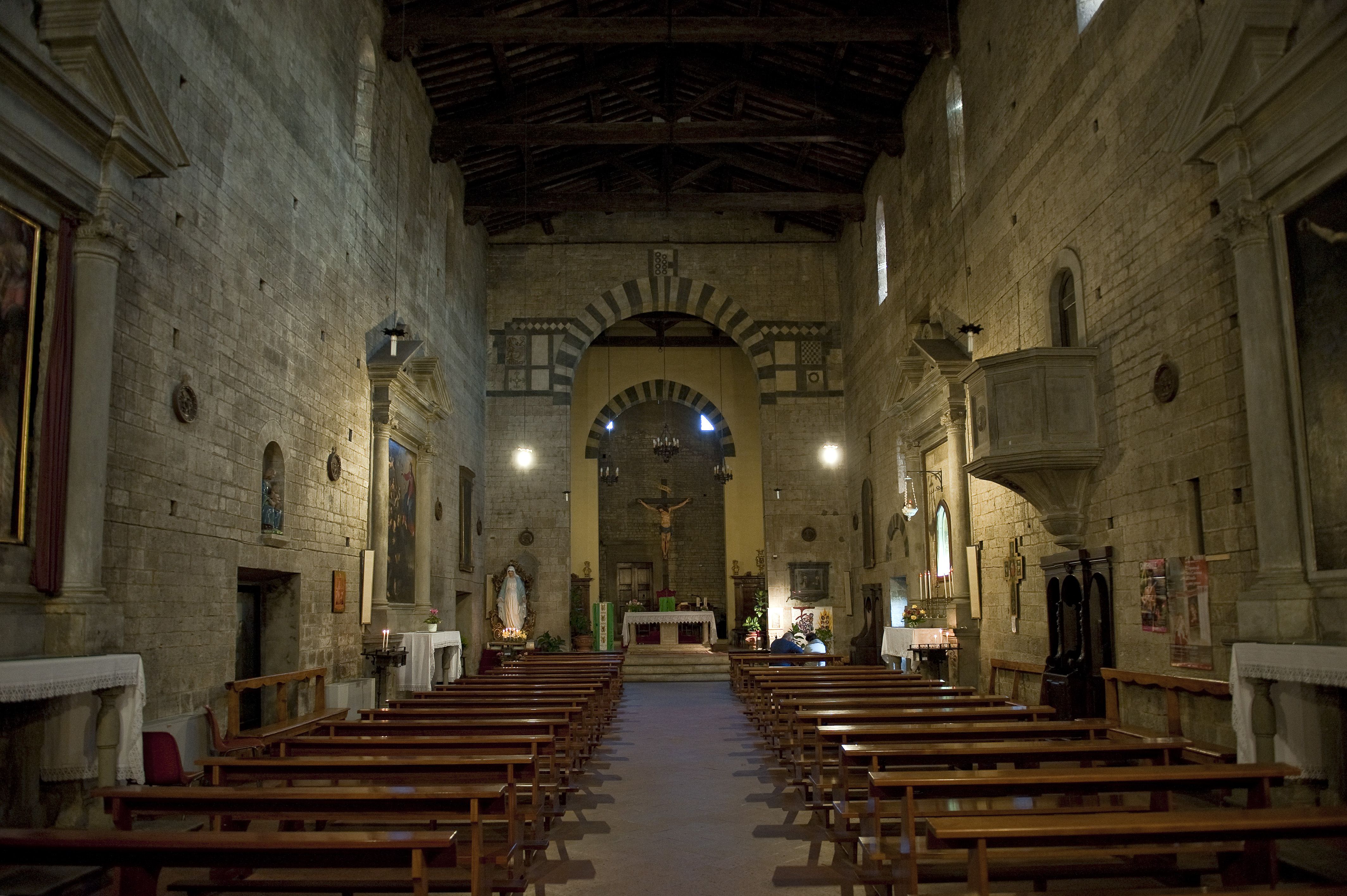
Interno

La pieve di Santa Maria sorge al centro dell'abitato di Antella e con i suoi annessi fa da quinta alla piazza principale del paese. Consiste in una chiesa ad unica grande aula rettangolare con copertura a capriate ed abside quadrangolare.

### Esterno
La facciata è a capanna ed è stata modificata nella cuspide e nelle aperture durante i restauri degli anni venti. Di epoca romanica è il bel paramento murario realizzato con conci di calcare alberese di color avorio disposti a corsi orizzontali e paralleli; a scopo decorativo sono state inserite delle pietre in serpentino verde, l'archivolto in calcare romanico e alcune lapidi sepolcrali come ad esempio l'arme in marmo dei Buonaccorsi datata 1330.
Nella fiancata meridionale sono visibili quattro alte monofore a doppio strombo. Nella fiancata settentrionale sono quattro monofore e la coronatura è affidata ad una cornice a dentelli fatta in parte con serpentino verde.

### Campanile
La torre campanaria sorge sul fianco sinistro e presenta due fasi costruttive ben distinte. La prima, di epoca romanica, va dalla base ai primi tre piani ed è fatta con bozze di arenaria bruna e calcare di alberese disposte a filaretto; in questa prima parte vi sono due ordini di monofore e uno di bifore, oggi tamponate con archivolti bicromi fatti tra la fine dell'XI secolo e i primi del XII. La seconda fase, risalente al XII-XIII secolo, riguarda i successivi tre piani ed è stata fatta con conci di alberese di color avorio e presenta delle aperture, quasi tutte tamponate, consistenti in tre ordini di trifore. In una forma del tutto simile a come lo vediamo oggi è raffigurato in basso a destra nel quadro di Lorenzo Lippi datato 1660 e collocato all'altare dei Sette Santi fondatori.

### Interno

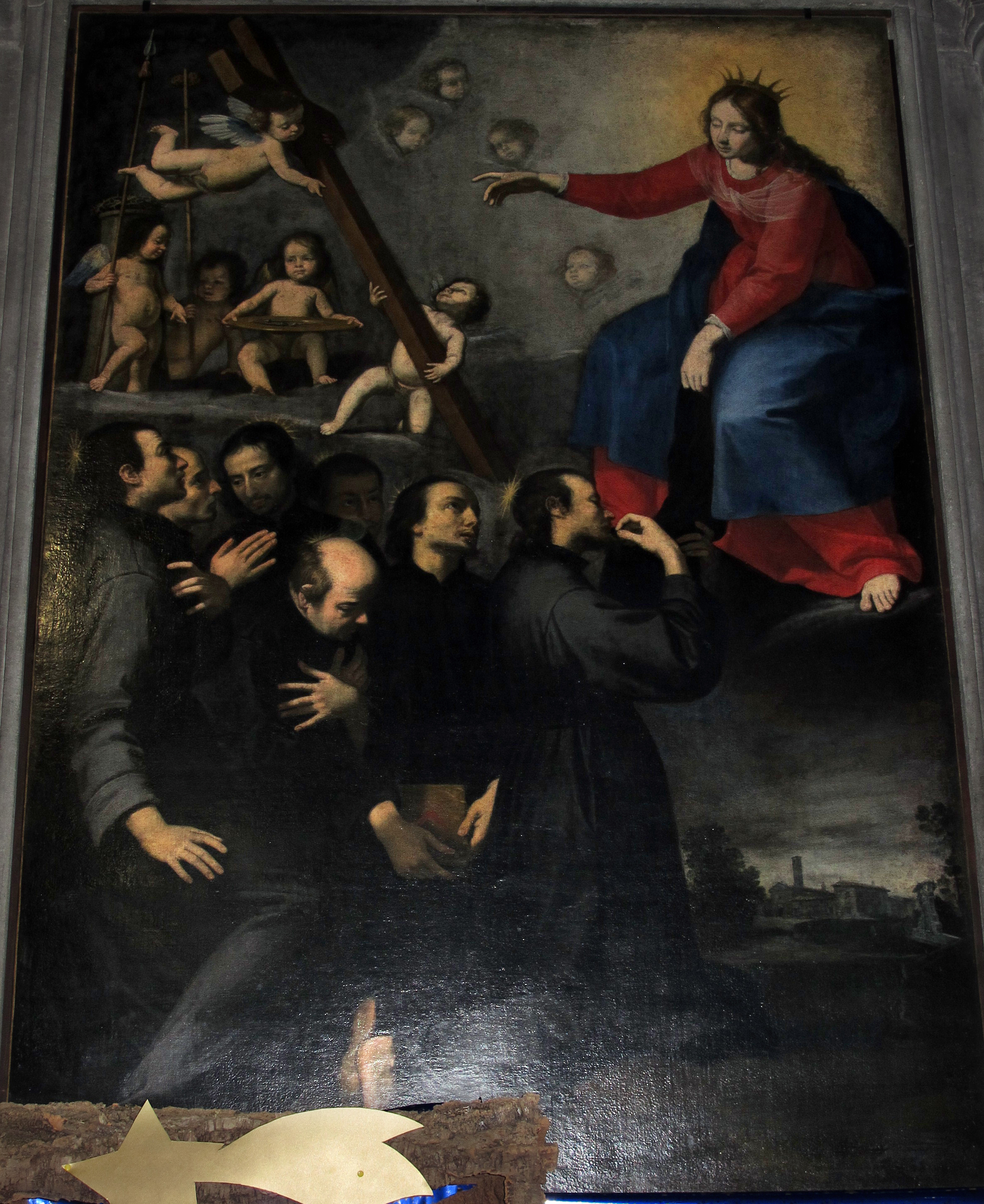
Lorenzo Lippi, Madonna che dona l'abito ai Sette santi fondatori, 1660

L'interno appare ben illuminato sia dalle monofore che dall'occhio in facciata e qui il paramento murario è a vista (è stato riportato a vista durante i restauri novecenteschi) e consiste in bei conci di calcare ben spinati. Sulla parte destra un portale con archivolto bicromo in marmo e serpentino conduce alla canonica.
Nella navata sono quattro altari lapidei tardo manieristi con frontoni spezzati: al primo è una tela di Simone Pignoni con il Crocifisso tra san Francesco e sant'Antonio Abate), del 1647 circa, dipinto di esordio pubblico dell'artista, in cui la matrice furiniana, visibile nell'intenso sfumato, si coniuga con alcuni elementi naturalistici derivabili dal maestro Fabrizio Boschi e con un colorismo appreso in viaggi in Italia settentrionale. Al secondo altare è invece un affresco realizzato per un tabernacolo in canonica, riscoperto nel 1967, raffigurante la Madonna col Bambino, san Francesco e san Giovanni Battista, opera di Paolo Schiavo databile tra 1450 e 1460.
Alla parete sinistra, al primo altare, degli Albizi (come mostrano gli stemmi familiari nei plinti delle colonne), è una tela di Francesco Rosselli raffigurante la Natività della Vergine, firmata e datata 1583, proveniente dal Monastero di santa Maria degli Angeli.
  

Al secondo altare, che reca stemmi partiti dei Dell'Antella e degli Scala, si trova invece la Madonna con i sette santi fondatori dell'Ordine dei Servi, firmata e datata 1660 da Lorenzo Lippi (nel quadro sullo sfondo è visibile la chiesa di Santa Maria come appariva allora). La committenza di questo soggetto da parte dei Dell'Antella, originari del luogo, si spiega col fatto che il beato Manetto fu uno dei sette santi fondatori. Il collaudato soggetto, trattato con intento devotamente didascalico e con un certo arcaismo, è ravvivato dal ritmico posizionarsi dei personaggi, dal naturalismo descrittivo delle teste e dalle loro individuali espressività.  

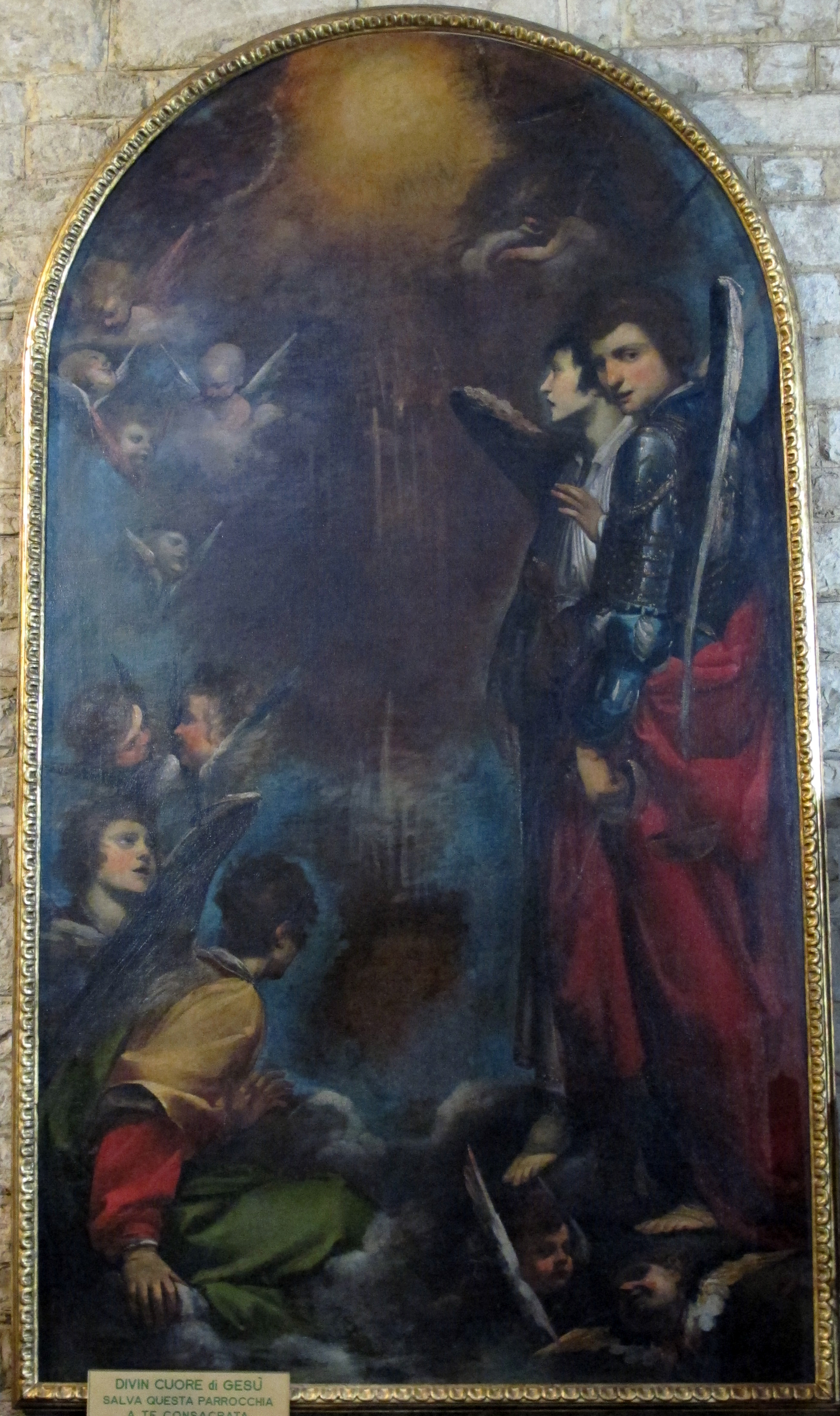
Il dipinto di Cecco Bravo

In chiesa sono anche altre opere qui in deposito da altri edifici religiosi, come una terracotta policroma attribuita a Benedetto Buglioni (1510 circa) raffigurante la Madonna col Bambino, un'opera di Giovanni Antonio Sogliani (San Nicola da Tolentino), e un'altra di Cecco Bravo (Angeli adoranti). 
La parte di fondo dell'arco trionfale è decorata a monocromo come nei matronei del Battistero di Firenze e vi è stata inserita una formella in marmo rettangolare, precedentemente posta in facciata, con scolpito un drago a bassorilievo, riferibile all'ambito lombardo della seconda metà del XII secolo. Da esso si accede al vasto presbiterio e da qui all'abside.

#### Sacrestia
La sacrestia in origine era l'oratorio dell'Assunzione ed era staccato dalla pieve. Consiste in una semplice aula coperta a tetto conclusa con un'abside. Nella parte esterna sono visibili tre monofore a doppio strombo e la facciata che ancora conserva l'originale paramento murario. L'interno è coperto a capriate lignee ed è illuminato da due monofore che presentano un archivolto decorato a monocromo.
Questo edificio risale alla metà del XII secolo.

### Organo a canne
A pavimento nell'abside, a ridosso della parete di sinistra, trova luogo l'organo a canne Mascioni opus 537, costruito nel 1940. Esso si articola in un unico corpo, è a trasmissione elettrica e dispone di 13 registri. La sua consolle, situata nei pressi del corpo d'organo, ha due tastiere e pedaliera. L'organo Mascioni ne sostituisce uno più antico costruito nel 1857 da Cesare Danti; a trasmissione meccanica, aveva 27 registri ed era in base di 8'.

## Antico piviere dell'Antella
- chiesa di San Giorgio a Ruballa;
- chiesa di San Quirico a Ruballa;
- chiesa di San Bartolommeo a Quarate;
- chiesa di Sant'Andrea a Morgiano;
- chiesa di San Donato in Collina;
- chiesa di San Lorenzo a Montisoni;
- chiesa di Santa Maria degli Ughi;
- chiesa di San Michele a Tegolaja;
- chiesa di San Pietro a Ema;
- chiesa di Stefano a Tizzano;
- chiesa di San Michele a Gamberaja;
- chiesa di San Martino a Monte Pilli.

## Bibliografia

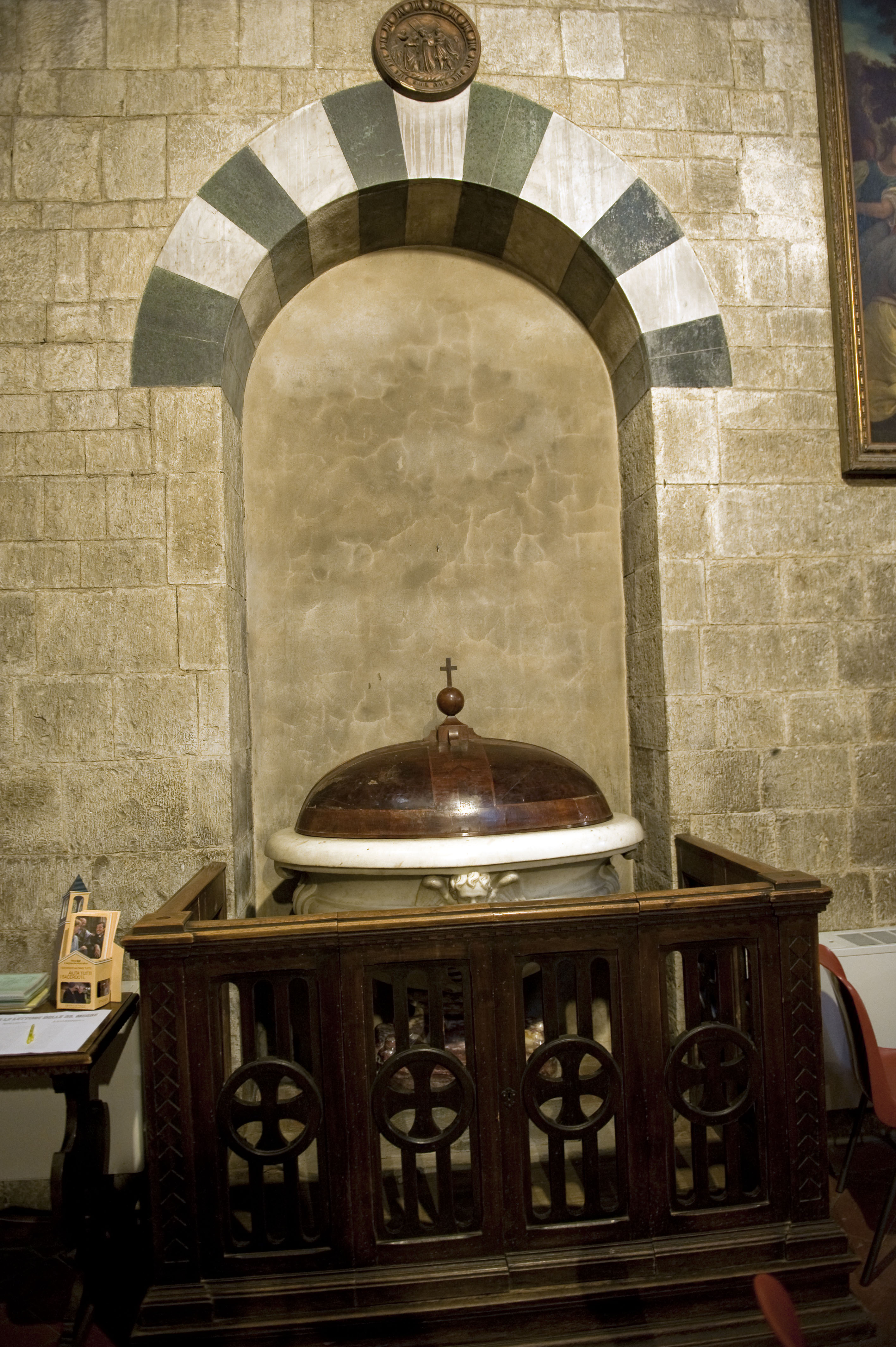
Fonte battesimale